# NCSM CC-1
Le NCSM CC-1 ou HMCS CC-1 est un sous-marin de la Classe CC en service dans la Marine royale canadienne (Royal Canadian Navy) pendant la première Guerre mondiale.
Acquis par la Colombie britannique au début de la Première Guerre mondiale, le navire avait été initialement construit pour le Chili sous le nom d'Iquique. Cependant, après un différend avec le chantier naval, le Chili a refusé le sous-marin et les propriétaires du chantier naval ont vendu le navire au Canada à la place. Rebaptisé CC-1 au service du Canada, le navire a été mis en service en 1914 et est resté actif pendant toute la guerre. Après la guerre, le sous-marin a été désarmé et a été mis au rebut en 1920.

## Conception et description
Contrairement à son frère, le CC-2, le CC-1 a été construit selon le modèle 19E. La disposition des tubes lance-torpilles à l'intérieur des sous-marins a conduit à des formes de coque différentes. Le CC-1 était armé de cinq tubes lance-torpilles de 18 pouces (460 mm), quatre à l'avant et un à l'arrière,, ce qui donnait au sous-marin une forme d'étrave bluffante. Le sous-marin utilisait des torpilles Whitehead Mk IV de 18 pouces (460 mm) qui avaient une portée de 1 000 yards (910 m) à 25 noeuds (46 km/h). La seule source de ces torpilles au Canada était le stock du NCSM Niobe et il a fallu un certain temps avant qu'elles ne soient expédiées aux sous-marins .
Le CC-1 déplaçait 318 t en surface et 379 t en immersion et avait une longueur de 44 m, une largeur de 4,6 m et un tirant d'eau de 3,4 m,. Le sous-marin  pouvait plonger à 61 m et contrairement aux sous-marins modernes, les ballasts principaux et les réservoirs de compensation étaient situés à l'intérieur. Le sous-marin était propulsé par un moteur Diesel MAN 6 cylindres construits aux États-Unis sous licence. Le CC-1 pouvait transporter 20 270 lites de carburant diesel. Les deux sous-marins étaient conçus pour atteindre 13 noeuds (24 km/h) en surface et 10 noeuds (19 km/h) en immersion, mais le CC-1 a atteint 15 noeuds (28 km/h) lors d'essais en mer en novembre 1917. Le sous-marin avait un effectif de 2 officiers et 16 enrôlés.

## Construction et acquisition
Construit par la Seattle Construction and Drydock Company, le sous-marin a été lancé le 3 mars 1913 à Seattle, Etat de Washington, comme sous-marin Iquique pour le Chili. Cet accord est tombé à l'eau et le sous-marin, ainsi que le CC-2, ont été proposés et vendus au premier ministre de la Colombie-Britannique, Sir Richard McBride, juste neuf jours avant la déclaration de guerre en 1914,. Le 4 août 1914, le jour où le Royaume-Uni a déclaré la guerre à l'Allemagne, le sous-marin est parti de nuit pour garder le secret sur les gouvernements chilien, allemand et américain, pour être remis aux autorités de la Colombie-Britannique près de Victoria. Le gouvernement du Dominion du Canada a ensuite ratifié la vente, bien qu'une enquête parlementaire ait été menée sur le coût des deux sous-marins. Le sous-marin est entré en service pour la Marine royale canadienne sous le nom de CC-1 le 6 août 1914.

## Service de la Marine royale canadienne
Le sous-marin a été affecté à la côte Ouest dans le port d'attache d'Esquimalt, en Colombie-Britannique, et a mené des opérations d'entraînement et des patrouilles pendant trois ans. Avec le NCSM Rainbow (1891), les CC-1 et CC-2 étaient les seuls navires de guerre canadiens à défendre la côte Ouest du Canada entre 1914 et 1917. Dans le cadre de l'alliance anglo-japonaise, la Grande-Bretagne avait confié la défense de la Colombie-Britannique à la Force opérationnelle nord-américaine de la marine impériale japonaise.
En 1917, le sous-marin a été transféré sur la côte Est avec le CC-2 et le tender de sous-marins NCSM Shearwater. C'était la première fois qu'un navire de guerre canadien ou britannique traversait le canal de Panama sous le White Ensign. Ils arrivèrent à Halifax, en Nouvelle-Écosse, pour préparer l'envoi des deux sous-marins en Europe. Considéré comme dangereux pour la traversée transatlantique, le CC-1 fut retenu à Halifax pour la défense côtière. Alors qu'ils étaient en réparation à Halifax, les deux sous-marins survécurent indemnes à l'explosion de Halifax. La Marine royale canadienne élabora alors un plan visant à utiliser les deux sous-marins pour la formation anti-sous-marine des navires de surface. Les deux sous-marins ont terminé la guerre en tant que navires d'entraînement, et n'ont pas repris leurs patrouilles avant l'Armistice.
Après la guerre, la Royal Navy a transféré les sous-marins de classe H H-14 et H15 au Canada. La Marine royale canadienne ne pouvant exploiter à la fois la classe H et la classe CC, la décision fut prise de mettre la classe CC en réserve. Les deux navires furent mis en vente en 1920 et furent emballés avec le Niobe pour être éliminés. Les trois navires furent mis au rebut en 1925,.